# 延陵季子碑
延陵季子碑，位于江苏省镇江市丹阳市九里镇，是中华人民共和国江苏省文物保护单位之一。
1982年3月25日，授予江苏省文物保护单位，是一座石刻及其他。